# Галаган, Григорий Анатольевич
Григорий Анатольевич Галаган (укр. Григо́рій Анато́лійович Галаган; родился 8 января 1978) — генерал-майор украинской армии (с 2018 года), бывший командующий Сил специальных операций Вооружённых сил Украины (2020—2022), кавалер ордена Богдана Хмельницкого II степени. В феврале 2022 года назначен членом Ставки Верховного главнокомандующего.